# San Javier (Hiszpania)
San Javier – gmina w Hiszpanii, w prowincji Murcja, w Murcji, o powierzchni 75,1 km². W 2011 roku gmina liczyła 32 641 mieszkańców.